# Maison de Ljuba Didić à Sokobanja
La maison de Ljuba Didić à Sokobanja (en serbe cyrillique : Кућа Љубе Дидића у Сокобањи ; en serbe latin : Kuća Ljube Didića u Sokobanji) se trouve à Sokobanja et dans le district de Zaječar, en Serbie. Elle est inscrite sur la liste des monuments culturels protégés de la république de Serbie (identifiant no SK 758),.

## Présentation
La maison où a vécu Ljuba Didić (1849-1883), l'organisateur de la révolte du Timok dans la région de Sokobanja (1883), est située au no 25 de la rue Dragovićeva ; elle a été construite au milieu du XIXe siècle. En tant que l'un des chefs de la rébellion, Didić a été condamné à mort par le tribunal de Zaječar et il a été fusillé le 7 novembre 1883 à Kraljevica.
La maison, en retrait de l'alignement de la rue, s'étend sur environ 53 m2. Les murs, plutôt bas, sont construits selon la technique des colombages ; le toit était recouvert de bardeaux, plus tard remplacés par des tuiles.
La maison est constituée d'une cuisine, de deux pièces faisant office de chambres et d'un petit cellier.

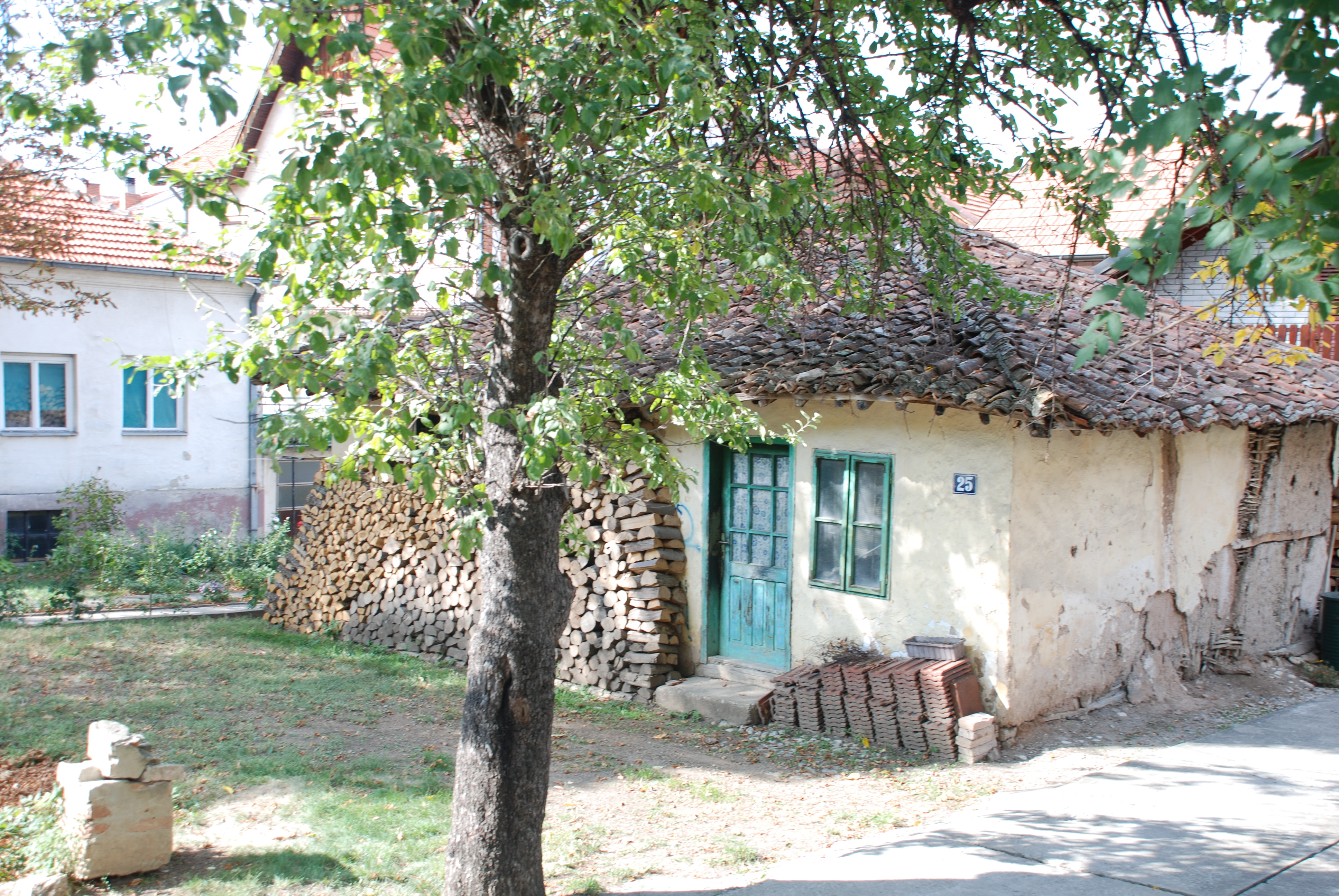
Autre vue de la maison.